# بني بيات

شجرة قبيلة البياتي

بني بيات أو قبيلة البياتي هي قبيلة قحطانية عريقة يعود نسبها إلى طيء حيث أنه بيات بن طيء إلى جهلمة بن ادد بن زيد
تعتبر قبيلة بيات من مشاهير القبائل حيث يمتد نسبهم إلى اكرم العرب حاتم الطائي .
كما انهم هم ذرية: أمر بن محمد بن ثابت بن كعيب بن حمد بن مهير بن بريد بن حمدان بن الأمير مرا بن ربيعة الطائي .
تُعد شهرة هذه القبيلة في أوساط الخليج ناتجه عن الغوص والصيد والبحث عن الؤلؤ فأكثر مشاهير وأعلام هذه القبيلة هم من النواخذه والطواويش.

## فخائذ (بطون) قبيلة البياتي
1. العوينه
2. الحمده
3. القويسم
4. آل سمحه
5. العليان
6. البوحسين
7. اليتمه

## اماكن توزع قبيلة البياتي
تتوزع هذه القبيلة في شتى دول الخليج العربي ويكثرون في السعودية الإمارات العراق وقطر
حيث أن شيوخ وساداتها في العراق هم بيت جدوع صالح آل حمد البياتي وشيوخهم في السعودية من بطن عوينه كما في الإمارات

## معارك وحروب
معركة الوجبة , شارك فيها عدد من الفرسان من القبائل القطرية بقيادة الشيخ جاسم بن محمد آل ثاني منهم :
1. علي جاسم حمد اليتمه البياتي
2. خليفه ناصر حمد اليتمه البياتي

## شخصيات من قبيلة البياتي
1. طيف البياتي مذيعة امارتية
2. محمد البياتي صحفي في قناة أبوظبي الرياضية
3. سعد البياتي فنان عراقي.
4. محمد البياتي شاعر عراقي
5. النوخده سلمان محمد الحمده البياتي - البحرين
6. الشيخ علي بن سعدون السمحه البياتي - قطر
7. النهام جمعه بن محمد بالجمعة البياتي - الكويت